# Psednos cathetostomus
Psednos cathetostomus és una espècie de peix pertanyent a la família dels lipàrids.

## Descripció
- Fa 4,3 cm de llargària màxima.
- Nombre de vèrtebres: 42-43.[5]

## Hàbitat
És un peix marí i batidemersal que viu entre 309 i 2.030 m de fondària.

## Distribució geogràfica
Es troba al Pacífic oriental: Mèxic i els Estats Units.

## Observacions
És inofensiu per als humans.